# 静岡県の廃止市町村一覧
静岡県の廃止市町村一覧（しずおかけんのはいししちょうそんいちらん）は、静岡県における市制・町村制施行（1889年4月1日）後に、市町村合併や他の自治体に統合されることなどにより廃止した市町村の一覧である。単なる名称の変更は対象としない。
- 町村が「町制」・「市制」を施行し町・市となるケース
  - 「市町村」以外の表記名を変更しなかった自治体は一覧に含まれない。（例：湖西町→湖西市）
  - 町制・市制を施行した際に名称を変更した場合も一覧に含まれない。（例：下川根村→川根町）
- 市町村が名称変更した場合は一覧に含まれない。
- 所属郡が変更になった場合は一覧に含まれない。
- 政令市の廃止区は一覧に含まれない。
- 市町村合併で廃止した市町村のケース
  - 編入合併した場合の、存続市町村は廃止に当たらないので一覧に含まれない。
  - 編入合併した場合の、廃止した市町村は一覧に含まれる。
  - 新設合併した場合の、廃止した市町村は一覧に含まれる。
  - 新設合併した場合の、名称が残った市町村も一覧に含まれる。（例：旧・静岡市→新・静岡市）
- 分割や分立をしたケース
  - 分割で廃止した市町村は一覧に含まれる。
  - 分立で存続した市町村は一覧に含まれない。

| 年            | 市の数 | 町の数 | 村の数 | 市町村数 |
| ------------- | ------ | ------ | ------ | -------- |
| 1888年        |        |        |        | 2,037    |
| 1889年4月1日  | 1      | 31     | 305    | 337      |
| 1953年4月1日  | 12     | 50     | 219    | 281      |
| 1960年4月1日  | 18     | 52     | 27     | 97       |
| 2000年1月1日  | 21     | 49     | 4      | 74       |
| 2010年3月23日 | 23     | 12     | 0      | 35       |

## 1909年以前
- 浜名郡小野田村 （1908年1月1日）分割し、浜名郡積志村・小野口村新設のため
- 浜名郡有玉村 （1908年1月1日）浜名郡積志村新設のため
- 浜名郡中郡村 （1908年1月1日）浜名郡積志村新設のため
- 浜名郡平貴村 （1908年1月1日）分割し、浜名郡小野口村・北浜村新設のため
- 浜名郡美島村 （1908年1月1日）浜名郡北浜村新設のため
- 安倍郡南賤機村 （1909年7月1日）安倍郡北賤機村（即日改称、賤機村）・静岡市に分割編入のため

## 1910年 - 1919年
- 駿東郡六合村 （1912年8月1日）駿東郡小山町新設のため
- 駿東郡菅沼村 （1912年8月1日）駿東郡小山町新設のため

## 1920年 - 1929年
- 浜名郡天神町村 （1921年4月1日）浜松市に編入のため
- 駿東郡沼津町 （1923年7月1日）沼津市新設のため
- 駿東郡楊原村 （1923年7月1日）沼津市新設のため
- 庵原郡江尻町 （1924年1月13日）安倍郡入江町に編入のため
- 庵原郡辻町 （1924年1月13日）安倍郡入江町に編入のため
- 安倍郡清水町 （1924年2月11日）清水市新設のため
- 安倍郡入江町 （1924年2月11日）清水市新設のため
- 安倍郡不二見村 （1924年2月11日）清水市新設のため
- 安倍郡三保村 （1924年2月11日）清水市新設のため
- 小笠郡大池村 （1925年8月20日）小笠郡掛川町に編入のため
- 浜名郡市野村 （1927年2月1日）浜名郡長上村新設のため
- 浜名郡天王村 （1927年2月1日）浜名郡長上村新設のため
- 安倍郡豊田村 （1928年10月1日）静岡市に編入のため
- 磐田郡（旧）袋井町 （1928年12月15日）磐田郡袋井町新設のため
- 磐田郡笠西村 （1928年12月15日）磐田郡袋井町新設のため
- 安倍郡大里村 （1929年3月1日）静岡市に編入のため
- 安倍郡安東村 （1929年3月1日）静岡市に編入のため
- 磐田郡梅原村 （1929年3月1日）磐田郡中泉町に編入のため

## 1930年 - 1939年
- 安倍郡賤機村 （1932年4月1日）静岡市に編入のため
- 小笠郡垂木村 （1932年10月1日）小笠郡桜木村新設のため
- 小笠郡雨桜村 （1932年10月1日）小笠郡桜木村新設のため
- 安倍郡大谷村 （1934年10月1日）静岡市に編入のため
- 安倍郡久能村 （1934年10月1日）静岡市に編入のため
- 安倍郡長田村 （1934年10月1日）静岡市に編入のため
- 安倍郡千代田村 （1934年10月1日）静岡市に編入のため
- 安倍郡麻機村 （1934年10月1日）静岡市に編入のため
- 田方郡北上村 （1935年4月1日）田方郡三島町に編入のため
- 浜名郡曳馬町 （1936年2月11日）浜松市に編入のため
- 浜名郡富塚村 （1936年2月11日）浜松市に編入のため
- 田方郡熱海町 （1937年4月10日）熱海市新設のため
- 田方郡多賀村 （1937年4月10日）熱海市新設のため
- 浜名郡白脇村 （1939年7月1日）浜松市に編入のため
- 浜名郡蒲村 （1939年7月1日）浜松市に編入のため

## 1940年 - 1949年
- 富士郡島田村 （1940年4月1日）富士郡吉原町に編入のため
- 小笠郡川野村 （1940年11月1日）小笠郡小笠村新設のため
- 小笠郡相草村 （1940年11月1日）小笠郡小笠村新設のため
- 磐田郡見付町 （1940年11月1日）磐田郡磐田町新設のため
- 磐田郡中泉町 （1940年11月1日）磐田郡磐田町新設のため
- 磐田郡西貝村 （1940年11月1日）磐田郡磐田町新設のため
- 磐田郡天竜村 （1940年11月1日）磐田郡磐田町新設のため
- 富士郡伝法村 （1941年4月3日）富士郡吉原町に編入のため
- 田方郡三島町 （1941年4月29日）三島市新設のため
- 田方郡錦田村 （1941年4月29日）三島市新設のため
- 富士郡大宮町 （1942年6月1日）富士宮市新設のため
- 富士郡富丘村 （1942年6月1日）富士宮市新設のため
- 小笠郡中内田村 （1942年6月1日）小笠郡内田村新設のため
- 小笠郡下内田村 （1942年6月1日）小笠郡内田村新設のため
- 小笠郡三浜村 （1942年6月1日）小笠郡睦浜村新設のため
- 小笠郡三俣村 （1942年6月1日）小笠郡睦浜村新設のため
- 富士郡（旧）吉原町 （1942年6月14日）富士郡吉原町新設のため
- 富士郡今泉村 （1942年6月14日）富士郡吉原町新設のため
- 小笠郡南郷村 （1943年4月1日）小笠郡掛川町に編入のため
- 小笠郡（旧）佐束村 （1943年4月1日）小笠郡佐束村新設のため
- 小笠郡岩滑村 （1943年4月1日）小笠郡佐束村新設のため
- 駿東郡片浜村 （1944年4月1日）沼津市に編入のため
- 駿東郡金岡村 （1944年4月1日）沼津市に編入のため
- 駿東郡大岡村 （1944年4月1日）沼津市に編入のため
- 駿東郡静浦村 （1944年4月1日）沼津市に編入のため
- 田方郡伊東町 （1947年8月10日）伊東市新設のため
- 田方郡小室村 （1947年8月10日）伊東市新設のため
- 庵原郡西奈村 （1948年4月10日）静岡市に編入のため
- 磐田郡（旧）袋井町 （1948年9月1日）磐田郡袋井町新設のため
- 周智郡久努西村 （1948年9月1日）磐田郡袋井町新設のため

## 1950年 - 1959年
- 小笠郡上内田村 （1950年10月10日）小笠郡掛川町に編入のため
- 浜名郡新津村 （1951年3月23日）浜松市に編入のため
- 浜名郡河輪村 （1951年3月23日）浜松市に編入のため
- 浜名郡五島村 （1951年3月23日）浜松市に編入のため
- 榛原郡菅山村 （1951年4月1日）榛原郡相良町に編入のため
- 小笠郡（旧）掛川町 （1951年4月1日）小笠郡掛川町新設のため
- 小笠郡西南郷村 （1951年4月1日）小笠郡掛川町新設のため
- 小笠郡粟本村 （1951年4月1日）小笠郡掛川町新設のため
- 小笠郡西山口村 （1951年4月1日）小笠郡掛川町新設のため
- 浜名郡竜池村 （1951年4月1日）浜名郡北浜村に編入のため
- 浜名郡（旧）笠井町 （1951年4月1日）浜名郡笠井町新設のため
- 浜名郡豊西村 （1951年4月1日）浜名郡笠井町新設のため
- 駿東郡小泉村 （1952年4月1日）駿東郡裾野町新設のため
- 駿東郡泉村 （1952年4月1日）駿東郡裾野町新設のため
- 磐田郡（旧）袋井町 （1952年10月10日）磐田郡袋井町新設のため
- 磐田郡久努村 （1952年10月10日）磐田郡袋井町新設のため
- 引佐郡金指町 （1953年4月1日）引佐郡井伊谷村（即日町制・改称、引佐町）に編入のため
- 志太郡豊田村 （1953年11月1日）焼津市に編入のため
- 志太郡（旧）藤枝町 （1954年1月1日）志太郡藤枝町新設のため
- 志太郡西益津村 （1954年1月1日）志太郡藤枝町新設のため
- 小笠郡堀之内町 （1954年1月1日）小笠郡菊川町新設のため
- 小笠郡内田村 （1954年1月1日）小笠郡菊川町新設のため
- 小笠郡横地村 （1954年1月1日）小笠郡菊川町新設のため
- 小笠郡六郷村 （1954年1月1日）小笠郡菊川町新設のため
- 小笠郡加茂村 （1954年1月1日）小笠郡菊川町新設のため
- 庵原郡飯田村 （1954年2月11日）清水市に編入のため
- 田方郡中郷村 （1954年3月31日）三島市に編入のため
- 田方郡江間村 （1954年3月31日）田方郡伊豆長岡町に編入のため
- 富士郡富士町 （1954年3月31日）富士市新設のため
- 富士郡田子浦村 （1954年3月31日）富士市新設のため
- 富士郡岩松村 （1954年3月31日）富士市新設のため
- 志太郡青島町 （1954年3月31日）藤枝市新設のため
- 志太郡高洲村 （1954年3月31日）藤枝市新設のため
- 志太郡稲葉村 （1954年3月31日）藤枝市新設のため
- 志太郡大洲村（1954年3月31日）藤枝市新設のため
- 志太郡葉梨村 （1954年3月31日）藤枝市新設のため
- 志太郡藤枝町 （1954年3月31日）分割し、藤枝市新設、焼津市に編入のため
- 小笠郡曽我村 （1954年3月31日）小笠郡掛川町（即日市制、掛川市）に編入のため
- 小笠郡東山口村 （1954年3月31日）小笠郡掛川町（即日市制、掛川市）に編入のため
- 小笠郡和田岡村 （1954年3月31日）小笠郡北小笠村新設のため
- 小笠郡桜木村 （1954年3月31日）小笠郡北小笠村新設のため
- 小笠郡西郷村 （1954年3月31日）小笠郡三笠村新設のため
- 小笠郡倉真村 （1954年3月31日）小笠郡三笠村新設のため
- 小笠郡南山村 （1954年3月31日）小笠郡小笠町新設のため
- 小笠郡小笠村 （1954年3月31日）小笠郡小笠町新設のため
- 小笠郡平田村 （1954年3月31日）小笠郡小笠町新設のため
- 浜名郡笠井町 （1954年3月31日）浜松市に編入のため
- 浜名郡長上村 （1954年3月31日）浜松市に編入のため
- 浜名郡和田村 （1954年3月31日）浜松市に編入のため
- 浜名郡中ノ町村 （1954年3月31日）浜松市に編入のため
- 庵原郡高部村 （1954年4月1日）清水市に編入のため
- 浜名郡三方原村 （1954年7月1日）浜松市に編入のため
- 浜名郡吉野村 （1954年7月1日）浜松市に編入のため
- 浜名郡飯田村 （1954年7月1日）浜松市に編入のため
- 浜名郡芳川村 （1954年7月1日）浜松市に編入のため
- 磐田郡今井村 （1954年11月3日）磐田郡袋井町に編入のため
- 志太郡六合村 （1955年1月1日）島田市に編入のため
- 志太郡大津村 （1955年1月1日）島田市に編入のため
- 志太郡大長村 （1955年1月1日）島田市に編入のため
- 志太郡伊久身村 （1955年1月1日）島田市・榛原郡下川根村に分割編入のため
- 志太郡小川町 （1955年1月1日）焼津市に編入のため
- 志太郡東益津村 （1955年1月1日）焼津市に編入のため
- 志太郡大富村 （1955年1月1日）焼津市に編入のため
- 志太郡和田村 （1955年1月1日）焼津市に編入のため
- 小笠郡佐束村 （1955年1月1日）小笠郡城東村新設のため
- 小笠郡土方村 （1955年1月1日）小笠郡城東村新設のため
- 磐田郡御厨村 （1955年1月1日）磐田市に編入のため
- 磐田郡向笠村 （1955年1月1日）磐田市に編入のため
- 磐田郡大藤村 （1955年1月1日）磐田市に編入のため
- 磐田郡南御厨村 （1955年1月1日）磐田市・磐田郡福田町に分割編入のため
- 周智郡（旧）山梨町 （1955年1月1日）周智郡山梨町新設のため
- 周智郡宇刈村 （1955年1月1日）周智郡山梨町新設のため
- 駿東郡御殿場町 （1955年2月11日）御殿場市新設のため
- 駿東郡原里村 （1955年2月11日）御殿場市新設のため
- 駿東郡印野村 （1955年2月11日）御殿場市新設のため
- 駿東郡玉穂村 （1955年2月11日）御殿場市新設のため
- 駿東郡富士岡村 （1955年2月11日）御殿場市新設のため
- 旧・吉原市 （1955年2月11日）吉原市新設のため
- 富士郡元吉原村 （1955年2月11日）吉原市新設のため
- 富士郡須津村 （1955年2月11日）吉原市新設のため
- 富士郡吉永村 （1955年2月11日）吉原市新設のため
- 富士郡原田村 （1955年2月11日）吉原市新設のため
- 志太郡瀬戸谷村 （1955年2月15日）藤枝市に編入のため
- 志太郡笹間村 （1955年2月26日）榛原郡下川根村に編入のため
- 榛原郡川崎町 （1955年3月28日）榛原郡榛原町新設のため
- 榛原郡勝間田村 （1955年3月28日）榛原郡榛原町新設のため
- 榛原郡坂部村 （1955年3月28日）榛原郡榛原町新設のため
- 賀茂郡（旧）下田町 （1955年3月31日）賀茂郡下田町新設のため
- 賀茂郡稲梓村 （1955年3月31日）賀茂郡下田町新設のため
- 賀茂郡稲生沢村 （1955年3月31日）賀茂郡下田町新設のため
- 賀茂郡白浜村 （1955年3月31日）賀茂郡下田町新設のため
- 賀茂郡浜崎村 （1955年3月31日）賀茂郡下田町新設のため
- 賀茂郡朝日村 （1955年3月31日）賀茂郡下田町新設のため
- 賀茂郡（旧）松崎町 （1955年3月31日）賀茂郡松崎町新設のため
- 賀茂郡中川村 （1955年3月31日）賀茂郡松崎町新設のため
- 志太郡（旧）岡部町 （1955年3月31日）志太郡岡部町新設のため
- 志太郡朝比奈村 （1955年3月31日）志太郡岡部町新設のため
- 志太郡静浜村 （1955年3月31日）志太郡大井川町新設のため
- 志太郡相川村 （1955年3月31日）志太郡大井川町新設のため
- 志太郡吉永村 （1955年3月31日）志太郡大井川町新設のため
- 榛原郡御前崎村 （1955年3月31日）榛原郡御前崎町新設のため
- 榛原郡白羽村 （1955年3月31日）榛原郡御前崎町新設のため
- 小笠郡池新田町 （1955年3月31日）小笠郡浜岡町新設のため
- 小笠郡朝比奈村 （1955年3月31日）小笠郡浜岡町新設のため
- 小笠郡比木村 （1955年3月31日）小笠郡浜岡町新設のため
- 小笠郡佐倉村 （1955年3月31日）小笠郡浜岡町新設のため
- 小笠郡新野村 （1955年3月31日）小笠郡浜岡町新設のため
- 小笠郡河城村 （1955年3月31日）小笠郡菊川町に編入のため
- 磐田郡幸浦村 （1955年3月31日）磐田郡浅羽村新設のため
- 磐田郡東浅羽村 （1955年3月31日）磐田郡浅羽村新設のため
- 磐田郡西浅羽村 （1955年3月31日）磐田郡浅羽村新設のため
- 磐田郡上浅羽村 （1955年3月31日）磐田郡浅羽村新設のため
- 磐田郡（旧）福田町 （1955年3月31日）磐田郡福田町新設のため
- 磐田郡豊浜村 （1955年3月31日）磐田郡福田町新設のため
- 磐田郡井通村 （1955年3月31日）磐田郡豊田村新設のため
- 磐田郡富岡村 （1955年3月31日）磐田郡豊田村新設のため
- 磐田郡三川村 （1955年3月31日）磐田郡袋井町に編入のため
- 浜名郡神久呂村 （1955年3月31日）浜松市に編入のため
- 引佐郡都田村 （1955年3月31日）浜松市に編入のため
- 引佐郡（旧）三ケ日町 （1955年3月31日）三ケ日町新設のため
- 引佐郡東浜名村 （1955年3月31日）三ケ日町新設のため
- 安倍郡有度村 （1955年4月1日）清水市に編入のため
- 田方郡対島村 （1955年4月1日）伊東市に編入のため
- 田方郡宇佐美村 （1955年4月1日）伊東市に編入のため
- 駿東郡大平村 （1955年4月1日）沼津市に編入のため
- 駿東郡愛鷹村 （1955年4月1日）沼津市に編入のため
- 田方郡内浦村 （1955年4月1日）沼津市に編入のため
- 田方郡西浦村 （1955年4月1日）沼津市に編入のため
- 駿東郡足柄村 （1955年4月1日）駿東郡小山町に編入のため
- 富士郡大淵村 （1955年4月1日）吉原市に編入のため
- 旧・富士宮市 （1955年4月1日）富士宮市新設のため
- 富士郡富士根村 （1955年4月1日）富士宮市新設のため
- 榛原郡（旧）相良町 （1955年4月1日）榛原郡相良町新設のため
- 榛原郡地頭方村 （1955年4月1日）榛原郡相良町新設のため
- 榛原郡萩間村 （1955年4月1日）榛原郡相良町新設のため
- 小笠郡日坂村 （1955年4月1日）掛川市に編入のため
- 小笠郡東山村 （1955年4月1日）掛川市に編入のため
- 磐田郡長野村 （1955年4月1日）磐田市に編入のため
- 磐田郡掛塚町 （1955年4月1日）磐田郡竜洋町新設のため
- 磐田郡袖浦村 （1955年4月1日）磐田郡竜洋町新設のため
- 磐田郡十束村 （1955年4月1日）磐田郡竜洋町新設のため
- 磐田郡広瀬村 （1955年4月1日）磐田郡豊岡村新設のため
- 磐田郡敷地村 （1955年4月1日）磐田郡豊岡村新設のため
- 磐田郡野部村 （1955年4月1日）磐田郡豊岡村新設のため
- 周智郡（旧）森町 （1955年4月1日）周智郡森町新設のため
- 周智郡飯田村 （1955年4月1日）周智郡森町新設のため
- 周智郡園田村 （1955年4月1日）周智郡森町新設のため
- 周智郡一宮村 （1955年4月1日）周智郡森町新設のため
- 周智郡天方村 （1955年4月1日）周智郡森町新設のため
- 浜名郡鷲津町 （1955年4月1日）浜名郡湖西町新設のため
- 浜名郡新所村 （1955年4月1日）浜名郡湖西町新設のため
- 浜名郡知波田村 （1955年4月1日）浜名郡湖西町新設のため
- 浜名郡入出村 （1955年4月1日）浜名郡湖西町新設のため
- 浜名郡白須賀町 （1955年4月1日）浜名郡湖西町新設のため
- 浜名郡村櫛村 （1955年4月1日）浜名郡庄内村新設のため
- 浜名郡南庄内村 （1955年4月1日）浜名郡庄内村新設のため
- 浜名郡北庄内村 （1955年4月1日）浜名郡庄内村新設のため
- 引佐郡気賀町 （1955年4月1日）引佐郡細江町新設のため
- 引佐郡中川村 （1955年4月1日）引佐郡細江町新設のため
- 磐田郡池田村 （1955年4月15日）磐田郡豊田村に編入のため
- 小笠郡（旧）大坂村 （1955年4月19日）小笠郡大坂村新設のため
- 小笠郡睦浜村 （1955年4月19日）小笠郡大坂村新設のため
- 駿東郡（旧）原町 （1955年4月29日）駿東郡原町新設のため
- 駿東郡浮島村 （1955年4月29日）駿東郡原町新設のため
- 引佐郡（旧）引佐町 （1955年5月1日）引佐郡引佐町新設のため
- 引佐郡奥山村 （1955年5月1日）引佐郡引佐町新設のため
- 引佐郡伊平村 （1955年5月1日）引佐郡引佐町新設のため
- 引佐郡鎮玉村 （1955年5月1日）引佐郡引佐町新設のため
- 安倍郡美和村 （1955年6月1日）静岡市に編入のため
- 安倍郡服織村 （1955年6月1日）静岡市に編入のため
- 安倍郡中藁科村 （1955年6月1日）静岡市に編入のため
- 安倍郡南藁科村 （1955年6月1日）静岡市に編入のため
- 賀茂郡竹麻村 （1955年7月31日）賀茂郡南伊豆町新設のため
- 賀茂郡南崎村 （1955年7月31日）賀茂郡南伊豆町新設のため
- 賀茂郡南中村 （1955年7月31日）賀茂郡南伊豆町新設のため
- 賀茂郡南上村 （1955年7月31日）賀茂郡南伊豆町新設のため
- 賀茂郡三坂村 （1955年7月31日）賀茂郡南伊豆町新設のため
- 賀茂郡三浜村 （1955年7月31日）賀茂郡南伊豆町新設のため
- 駿東郡高根村 （1956年1月1日）御殿場市に編入のため
- 磐田郡岩田村 （1956年1月1日）磐田市に編入のため
- 賀茂郡仁科村 （1956年3月31日）賀茂郡西伊豆町新設のため
- 賀茂郡田子村 （1956年3月31日）賀茂郡西伊豆町新設のため
- 浜名郡浜名町 （1956年4月1日）浜名郡浜北町新設のため
- 浜名郡赤佐村 （1956年4月1日）浜名郡浜北町新設のため
- 浜名郡中瀬村 （1956年4月1日）浜名郡浜北町新設のため
- 浜名郡北浜村 （1956年4月1日）浜名郡浜北町新設のため
- 引佐郡麁玉村 （1956年4月1日）浜名郡浜北町新設のため
- 賀茂郡岩科村 （1956年6月1日）賀茂郡松崎町に編入のため
- 小笠郡横須賀町 （1956年6月1日）小笠郡大須賀町新設のため
- 小笠郡大淵村 （1956年6月1日）小笠郡大須賀町新設のため
- 駿東郡北郷村 （1956年8月1日）駿東郡小山町に編入のため
- 小笠郡大坂村 （1956年8月1日）小笠郡大浜町新設のため
- 小笠郡千浜村 （1956年8月1日）小笠郡大浜町新設のため
- 磐田郡田原村 （1956年9月1日）磐田市・磐田郡袋井町に分割編入のため
- 賀茂郡安良里村 （1956年9月30日）賀茂郡賀茂村新設のため
- 賀茂郡宇久須村 （1956年9月30日）賀茂郡賀茂村新設のため
- 田方郡下狩野村 （1956年9月30日）田方郡修善寺町に編入のため
- 田方郡西豆村 （1956年9月30日）田方郡土肥町に編入のため
- 駿東郡深良村 （1956年9月30日）駿東郡裾野町に編入のため
- 駿東郡須走村 （1956年9月30日）駿東郡小山町に編入のため
- 富士郡芝富村 （1956年9月30日）富士郡富原村新設のため
- 庵原郡内房村 （1956年9月30日）富士郡富原村新設のため
- 榛原郡上川根村 （1956年9月30日）榛原郡本川根町新設のため
- 志太郡東川根村 （1956年9月30日）榛原郡本川根町新設のため
- 榛原郡徳山村 （1956年9月30日）榛原郡中川根村に編入のため
- 小笠郡中村 （1956年9月30日）小笠郡城東村に編入のため
- 小笠郡笠原村 （1956年9月30日）小笠郡大須賀町・磐田郡袋井町に分割編入のため
- 磐田郡（旧）二俣町 （1956年9月30日）磐田郡二俣町新設のため
- 磐田郡光明村 （1956年9月30日）磐田郡二俣町新設のため
- 磐田郡龍川村 （1956年9月30日）磐田郡二俣町新設のため
- 磐田郡上阿多古村 （1956年9月30日）磐田郡二俣町新設のため
- 磐田郡下阿多古村 （1956年9月30日）磐田郡二俣町新設のため
- 磐田郡熊村 （1956年9月30日）磐田郡二俣町新設のため
- 磐田郡浦川町 （1956年9月30日）磐田郡佐久間町新設のため
- 磐田郡佐久間村 （1956年9月30日）磐田郡佐久間町新設のため
- 磐田郡山香村 （1956年9月30日）磐田郡佐久間町新設のため
- 磐田郡城西村 （1956年9月30日）磐田郡佐久間町新設のため
- 周智郡三倉村 （1956年9月30日）周智郡森町に編入のため
- 小笠郡原泉村 （1956年9月30日）周智郡森町・小笠郡三笠村に分割編入のため
- 周智郡犬居町 （1956年9月30日）周智郡春野町新設のため
- 周智郡熊切村 （1956年9月30日）周智郡春野町新設のため
- 浜名郡和地村 （1956年9月30日）浜名郡湖東村新設のため
- 浜名郡伊佐見村 （1956年9月30日）浜名郡湖東村新設のため
- 富士郡柚野村 （1957年3月31日）富士郡芝川町新設のため
- 富士郡富原村 （1957年3月31日）富士郡芝川町新設のため
- 小笠郡北小笠村 （1957年3月31日）掛川市に編入のため
- 小笠郡原谷村 （1957年3月31日）掛川市に編入のため
- 小笠郡原田村 （1957年3月31日）掛川市に編入のため
- 浜名郡入野村 （1957年3月31日）浜松市に編入のため
- 田方郡網代町 （1957年4月1日）熱海市に編入のため
- 庵原郡松野村 （1957年4月1日）庵原郡富士川町に編入のため
- 志太郡広幡村 （1957年4月1日）藤枝市・焼津市に分割編入のため
- 周智郡（旧）春野町 （1957年8月1日）周智郡春野町新設のため
- 周智郡気多村 （1957年8月1日）周智郡春野町新設のため
- 駿東郡富岡村 （1957年9月1日）駿東郡裾野町に編入のため
- 駿東郡須山村 （1957年9月1日）駿東郡裾野町に編入のため
- 磐田郡於保村 （1957年9月1日）磐田市・磐田郡福田町に分割編入のため
- 榛原郡（旧）金谷町 （1957年10月1日）榛原郡金谷町新設のため
- 榛原郡五和村 （1957年10月1日）榛原郡金谷町新設のため
- 浜名郡積志村 （1957年10月1日）浜松市に編入のため
- 田方郡下大見村 （1958年1月1日）田方郡中伊豆町新設のため
- 田方郡中大見村 （1958年1月1日）田方郡中伊豆町新設のため
- 田方郡上大見村 （1958年1月1日）田方郡中伊豆町新設のため
- 富士郡北山村 （1958年4月1日）富士宮市に編入のため
- 富士郡上井出村 （1958年4月1日）富士宮市に編入のため
- 富士郡白糸村 （1958年4月1日）富士宮市に編入のため
- 富士郡上野村 （1958年4月1日）富士宮市に編入のため
- 賀茂郡上河津村 （1958年9月1日）賀茂郡河津町新設のため
- 賀茂郡下河津村 （1958年9月1日）賀茂郡河津町新設のため
- 田方郡北狩野村 （1959年4月10日）田方郡修善寺町・大仁町に分割編入のため
- 賀茂郡稲取町 （1959年5月3日）賀茂郡東伊豆町新設のため
- 賀茂郡城東村 （1959年5月3日）賀茂郡東伊豆町新設のため

## 1960年 - 1969年
- 小笠郡三笠村 （1960年10月1日）掛川市に編入のため
- 浜名郡湖東村 （1960年10月1日）浜松市に編入のため
- 田方郡中狩野村 （1960年11月1日）田方郡天城湯ケ島町新設のため
- 田方郡上狩野村 （1960年11月1日）田方郡天城湯ケ島町新設のため
- 榛原郡初倉村 （1961年6月1日）島田市に編入のため
- 浜名郡篠原村 （1961年6月20日）浜松市に編入のため
- 庵原郡興津町 （1961年6月29日）清水市に編入のため
- 庵原郡袖師町 （1961年6月29日）清水市に編入のため
- 庵原郡小島村 （1961年6月29日）清水市に編入のため
- 庵原郡両河内村 （1961年6月29日）清水市に編入のため
- 庵原郡庵原村 （1961年6月29日）清水市に編入のため
- 周智郡山梨町 （1963年1月1日）袋井市に編入のため
- 浜名郡庄内村 （1965年7月1日）浜松市に編入のため
- 旧・富士市 （1966年11月1日）富士市新設のため
- 吉原市 （1966年11月1日）富士市新設のため
- 富士郡鷹岡町 （1966年11月1日）富士市新設のため
- 駿東郡原町 （1968年4月1日）沼津市に編入のため
- 安倍郡大河内村 （1969年1月1日）静岡市に編入のため
- 安倍郡梅ヶ島村 （1969年1月1日）静岡市に編入のため
- 安倍郡玉川村 （1969年1月1日）静岡市に編入のため
- 安倍郡井川村 （1969年1月1日）静岡市に編入のため
- 安倍郡清沢村 （1969年1月1日）静岡市に編入のため
- 安倍郡大川村 （1969年1月1日）静岡市に編入のため

## 1970年 - 1979年
- 小笠郡城東村 （1973年4月1日）小笠郡大東町新設のため
- 小笠郡大浜町 （1973年4月1日）小笠郡大東町新設のため

## 1980年 - 1989年
この10年間に県内に廃止市町村なし

## 1990年 - 1999年
- 浜名郡可美村 （1991年5月1日）浜松市に編入のため

## 2000年 - 2009年
- 旧・静岡市 （2003年4月1日）静岡市新設のため
- 清水市 （2003年4月1日）静岡市新設のため
- 田方郡修善寺町 （2004年4月1日）伊豆市新設のため
- 田方郡土肥町 （2004年4月1日）伊豆市新設のため
- 田方郡天城湯ケ島町 （2004年4月1日）伊豆市新設のため
- 田方郡中伊豆町 （2004年4月1日）伊豆市新設のため
- 榛原郡御前崎町 （2004年4月1日）御前崎市新設のため
- 小笠郡浜岡町 （2004年4月1日）御前崎市新設のため
- 小笠郡小笠町 （2005年1月17日）菊川市新設のため
- 小笠郡菊川町 （2005年1月17日）菊川市新設のため
- 田方郡戸田村 （2005年4月1日）沼津市に編入のため
- 旧・磐田市 （2005年4月1日）磐田市新設のため
- 磐田郡福田町 （2005年4月1日）磐田市新設のため
- 磐田郡竜洋町 （2005年4月1日）磐田市新設のため
- 磐田郡豊田町 （2005年4月1日）磐田市新設のため
- 磐田郡豊岡村 （2005年4月1日）磐田市新設のため
- 旧・掛川市 （2005年4月1日）掛川市新設のため
- 小笠郡大須賀町 （2005年4月1日）掛川市新設のため
- 小笠郡大東町 （2005年4月1日）掛川市新設のため
- 賀茂郡（旧）西伊豆町 （2005年4月1日）賀茂郡西伊豆町新設のため
- 賀茂郡賀茂村 （2005年4月1日）賀茂郡西伊豆町新設のため
- 田方郡伊豆長岡町 （2005年4月1日）伊豆の国市新設のため
- 田方郡韮山町 （2005年4月1日）伊豆の国市新設のため
- 田方郡大仁町 （2005年4月1日）伊豆の国市新設のため
- 旧・袋井市 （2005年4月1日）袋井市新設のため
- 磐田郡浅羽町 （2005年4月1日）袋井市新設のため
- 旧・島田市 （2005年5月5日）島田市新設のため
- 榛原郡金谷町 （2005年5月5日）島田市新設のため
- 天竜市 （2005年7月1日）浜松市に編入のため
- 浜北市 （2005年7月1日）浜松市に編入のため
- 周智郡春野町 （2005年7月1日）浜松市に編入のため
- 磐田郡龍山村 （2005年7月1日）浜松市に編入のため
- 磐田郡佐久間町 （2005年7月1日）浜松市に編入のため
- 磐田郡水窪町 （2005年7月1日）浜松市に編入のため
- 浜名郡舞阪町 （2005年7月1日）浜松市に編入のため
- 浜名郡雄踏町 （2005年7月1日）浜松市に編入のため
- 引佐郡細江町 （2005年7月1日）浜松市に編入のため
- 引佐郡引佐町 （2005年7月1日）浜松市に編入のため
- 引佐郡三ケ日町 （2005年7月1日）浜松市に編入のため
- 榛原郡中川根町 （2005年9月20日）榛原郡川根本町新設のため
- 榛原郡本川根町 （2005年9月20日）榛原郡川根本町新設のため
- 榛原郡相良町 （2005年10月11日）牧之原市新設のため
- 榛原郡榛原町 （2005年10月11日）牧之原市新設のため
- 庵原郡蒲原町 （2006年3月31日）静岡市に編入のため
- 榛原郡川根町 （2008年4月1日）島田市に編入のため
- 庵原郡由比町 （2008年11月1日）静岡市に編入のため
- 庵原郡富士川町 （2008年11月1日）富士市に編入のため
- 志太郡大井川町 （2008年11月1日）焼津市に編入のため
- 志太郡岡部町 （2009年1月1日）藤枝市に編入のため

## 2010年 -
- 富士郡芝川町 （2010年3月23日）富士宮市に編入のため
- 浜名郡新居町 （2010年3月23日）湖西市に編入のため